# Mare de Déu del Roser de Gósol
Mare de Déu del Roser de Gósol és un edifici del municipi de Gósol (Berguedà) inclosa en l'Inventari del Patrimoni Arquitectònic de Catalunya.

## Descripció
Es tracta d'una església d'una sola nau de petites dimensions adossada a la roca. La façana està orientada a llevant amb un campanar d'espadanya. L'entrada és un arc de mig punt adovellat i a mitja façana hi trobem un òcul. El parament és de pedres sense treballar, disposades en fileres i unides amb morter. És un edifici molt simple i auster. La coberta és a dues aigües amb teula àrab.

## Història
Possiblement és una obra del s. XVI o XVIII, quan el poble començà a sobrepassar el recinte emmurallat i originà els ravals secundaris.